# Bhútánská rudá rýže
Bhútánská rudá rýže (či Himálajská rudá rýže) je druh krátkozrnné rýže, která je pěstována ve vysoké nadmořské výšce v Bhútánu v údolí Paro ve východním Himálaji, kde je zavlažovaná tisíc let starým akvaduktem, který přepravuje kvalitní vodu bohatou na draslík a hořčík.  Tvoří základní složku stravy Bhútánců. Je to důležitý zdroj vlákniny, antioxidantů, vitamínu B a esenciálních mastných kyselin.

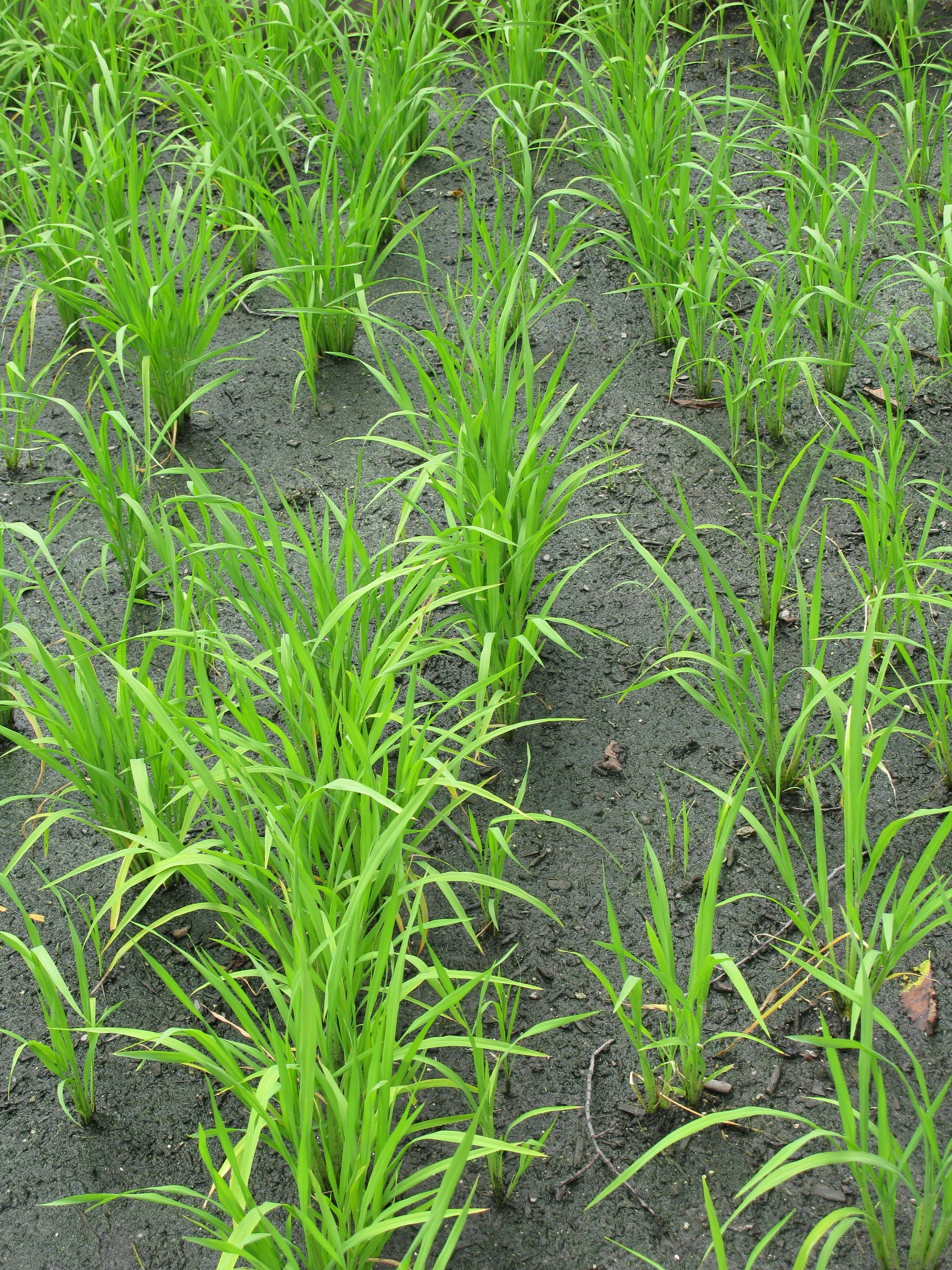
Políčko s bhútánskou rudou rýží

Tato rýže má příjemnou ořechovou vůni, pevnou dužinu a červenohnědou barvu. Vaří se přibližně 20 minut a po vaření má světle růžovou barvu, změkne a je lehce lepivá. 